# Snippet
Un snippet, usualmente traducido como fragmento de código o simplemente fragmento, es un término utilizado en programación para referirse a pequeñas partes reusables de código fuente, código máquina o texto. Comúnmente son definidas como unidades o métodos funcionales que se pueden integrar fácilmente en módulos mucho más grandes, aportando funcionalidad. También se utiliza la palabra para referirse a la práctica de minimizar el uso de código repetido que es común en muchas funciones, por medio del uso de un solo método que pueda ser reutilizado (No te repitas).

Ejemplo de snippet para detectar el navegador en php:
```
$useragent
 
=
 
$_SERVER
 
[
'HTTP_USER_AGENT'
];

echo
 
"<b>Tu User Agent es</b>: "
 
.
 
$useragent
;

```

## Snippetsen el contexto de búsqueda web

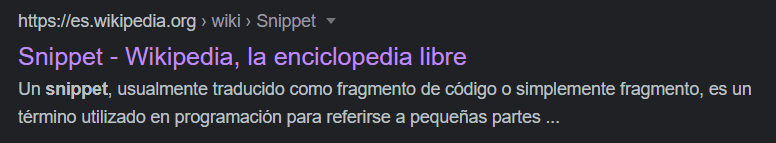
Captura de pantalla del snippet que se refiere a esta página entre los principales resultados de búsqueda sobre este concepto.

Las páginas de resultados que ofrecen los motores de búsqueda en la WWW se componen típicamente de un número de resultados paginados habitualmente en lotes de diez, que referencian a las fuentes de la información mediante un título y una descripción.
Las características de estos elementos ("título" y "descripción") han variado a menudo desde sus primeras implementaciones y en ocasiones profundamente. Esto no ha sido meramente anecdótico; los cambios en estas características puede provocar un fuerte impacto en el mercado y en la calidad de la información ofrecida al público, mejorando o empeorando la posición de las fuentes de información que respondan a los criterios del motor de búsqueda para la consulta realizada.
Tomando como ejemplo el servicio de búsqueda de Google (por su predominancia en gran parte del mercado mundial), se pueden destacar dos tipos de variaciones:
Variaciones de estilo sobre los snippets: 
- Cambio de tamaño en las fuentes o en el tipo de letra empleada.
- Cambio en el número de caracteres admitidos en cada elemento. Esta es sin duda la variación de mayor impacto en el mercado, ya que la manipulación de snippets básicos es una tarea clásica en posicionamiento web o SEO. Cabe mencionar la implementación de finales de 2017, consistente en aumentar de longitud de la descripción de los 156 caracteres admitidos de facto como estándar a unos 230, admitiendo (en teoría ya que era "altamente experimental") un máximo de 320. Esta enorme diferencia empujó a los/las responsables de muchos sitios web por todo el mundo a reescribir las descripciones de sus páginas (considerando un rango entre decenas y cientos de miles de páginas, el esfuerzo es muy considerable). Tras este esfuerzo competitivo por parte del mercado, Google volvió a reducir la longitud de las descripciones a mediados de 2018 (tweet oficial) , volviendo en apenas un semestre a su valor anterior y echando por tierra en gran medida el esfuerzo de adaptación y llevando de nuevo a muchos webmasters a grandes cargas de trabajo añadido. El impacto fue recogido por la mayoría de publicaciones online del mercado de búsqueda,[3] sobre todo en el entorno angloparlante.

Variaciones de estructura o presentación: 
- Cambio en la ubicación del resultado, promocionando un bloque visualmente destacado a la parte superior.
- Inclusión de preguntas frecuentes relacionadas con el término de búsqueda, en una lista desplegable de preguntas/respuestas.
- Uso de imágenes acompañando a los snippets "tradicionales".
- Uso videos acompañando a los snippets, usando una imagen estática como portada del video.
- Inclusión de datos de producto -en el caso de páginas relativas a un producto- como precio, disponibilidad, estado (nuevo/reacondicionado), valoración por parte de los usuarios y un largo etcétera.

Estas importantes variaciones, las del segundo tipo, nos llevan a un nuevo tipo de snippets.

### Rich snippets
Frente a una presentación sencilla se encuentra una variante enriquecida, denominada precisamente Resultados o Fragmentos Enriquecidos (ES) y conocida universalmente como Rich Snippets (EN).

### Otros snippets en la WWW
Entre sencillez y complejidad se pueden encontrar (según el motor de búsqueda utilizado) soluciones intermedias, entre lo textual y visual y sencillez/complejidad. Un ejemplo del tipo intermedio podrían ser los Fragmentos Destacados (Google)